# Pologne aux Jeux olympiques
La Pologne participe à toutes les éditions des Jeux olympiques (hiver comme été) depuis 1924, à l'exception de ceux de 1984, en raison du boycott des pays du bloc de l'Est.

## Histoire
En 1896, les premiers Jeux olympiques de l'ère moderne sont inaugurés sur les lieux antiques. 129 nations ont participé à ces Jeux d'Athènes.

## Bilan général
Après 2020, la Pologne totalise 331 médailles (80 médailles d'or, 100 médailles d'argent et 151 médailles de bronze) en 45 participations aux Jeux olympiques (23 fois aux jeux d'été et 23 fois aux jeux d'hiver).
La Pologne n'a jamais été pays organisateur des Jeux olympiques.
Aucun athlète polonais n'était présent aux Jeux olympiques d'été de 1984 du fait du boycott des pays du bloc communiste.

### Par année
Les Jeux de 1964 à Tokyo, de 1972 à Munich, de 1976 à Montréal ainsi que les Jeux de 1996 à Atlanta ont permis à la délégation polonaise de glaner, à chaque fois, 7 titres olympiques.
C'est aux Jeux de 1980 à Moscou, que la moisson fut la meilleure avec 32 médailles (3 en or, 14 en argent et 15 en bronze).
En ce qui concerne les Jeux olympiques d'hiver, les Jeux de Vancouver ont permis à eux seuls de décrocher 6 médailles, dont un titre olympique.
| Année | Médaille d'or, Jeux olympiques | Médaille d'argent, Jeux olympiques | Médaille de bronze, Jeux olympiques | Total | Rang |
| 1924  | 0                              | 1                                  | 1                                   | 2     | 22e  |
| 1928  | 1                              | 1                                  | 3                                   | 5     | 21e  |
| 1932  | 2                              | 1                                  | 4                                   | 7     | 14e  |
| 1936  | 0                              | 3                                  | 3                                   | 6     | 22e  |
| 1948  | 0                              | 0                                  | 1                                   | 1     | 28e  |
| 1952  | 1                              | 2                                  | 1                                   | 4     | 20e  |
| 1956  | 1                              | 4                                  | 4                                   | 9     | 17e  |
| 1960  | 4                              | 6                                  | 11                                  | 21    | 9e   |
| 1964  | 7                              | 6                                  | 10                                  | 23    | 7e   |
| 1968  | 5                              | 2                                  | 11                                  | 18    | 11e  |
| 1972  | 7                              | 5                                  | 9                                   | 21    | 7e   |
| 1976  | 7                              | 6                                  | 13                                  | 26    | 6e   |
| 1980  | 3                              | 14                                 | 15                                  | 32    | 10e  |
| 1988  | 2                              | 5                                  | 9                                   | 16    | 20e  |
| 1992  | 3                              | 6                                  | 10                                  | 19    | 19e  |
| 1996  | 7                              | 5                                  | 5                                   | 17    | 11e  |
| 2000  | 6                              | 5                                  | 3                                   | 14    | 14e  |
| 2004  | 3                              | 2                                  | 5                                   | 10    | 23e  |
| 2008  | 4                              | 5                                  | 2                                   | 11    | 16e  |
| 2012  | 3                              | 2                                  | 6                                   | 11    | 23e  |
| 2016  | 2                              | 3                                  | 6                                   | 11    | 28e  |
| 2020  | 4                              | 5                                  | 5                                   | 14    | 17e  |
| Total | 72                             | 89                                 | 137                                 | 298   | 19e  |

| Année | Médaille d'or, Jeux olympiques | Médaille d'argent, Jeux olympiques | Médaille de bronze, Jeux olympiques | Total | Rang |
| 1924  | 0                              | 0                                  | 0                                   | 0     | -    |
| 1928  | 0                              | 0                                  | 0                                   | 0     | -    |
| 1932  | 0                              | 0                                  | 0                                   | 0     | -    |
| 1936  | 0                              | 0                                  | 0                                   | 0     | -    |
| 1948  | 0                              | 0                                  | 0                                   | 0     | -    |
| 1952  | 0                              | 0                                  | 0                                   | 0     | -    |
| 1956  | 0                              | 0                                  | 1                                   | 1     |      |
| 1960  | 0                              | 1                                  | 1                                   | 2     | -    |
| 1964  | 0                              | 0                                  | 0                                   | 0     | -    |
| 1968  | 0                              | 0                                  | 0                                   | 0     | -    |
| 1972  | 1                              | 0                                  | 0                                   | 1     | 13e  |
| 1976  | 0                              | 0                                  | 0                                   | 0     | -    |
| 1980  | 0                              | 0                                  | 0                                   | 0     | -    |
| 1984  | 0                              | 0                                  | 0                                   | 0     | -    |
| 1988  | 0                              | 0                                  | 0                                   | 0     | -    |
| 1992  | 0                              | 0                                  | 0                                   | 0     | -    |
| 1994  | 0                              | 0                                  | 0                                   | 0     | -    |
| 1998  | 0                              | 0                                  | 0                                   | 0     | -    |
| 2002  | 0                              | 1                                  | 1                                   | 2     | 21e  |
| 2006  | 0                              | 1                                  | 1                                   | 2     | 20e  |
| 2010  | 1                              | 3                                  | 2                                   | 6     | 15e  |
| 2014  | 4                              | 1                                  | 1                                   | 6     | 11e  |
| 2018  | 1                              | 0                                  | 1                                   | 2     | 20e  |
| Total | 7                              | 7                                  | 8                                   | 22    | 24e  |

### Par sport
Après les Jeux olympiques d'été de 2016 à Rio de Janeiro, l'athlétisme est toujours le sport qui rapporte le plus de récompenses aux sportifs polonais.
| Place | Sport              | Médaille d'or, Jeux olympiques | Médaille d'argent, Jeux olympiques | Médaille de bronze, Jeux olympiques | Total | Rang |
| 1     | Athlétisme         | 29                             | 20                                 | 18                                  | 67    | 7e   |
| 2     | Boxe               | 8                              | 10                                 | 26                                  | 44    | 9e   |
| 3     | Haltérophilie      | 6                              | 6                                  | 22                                  | 34    | 9e   |
| 4     | Lutte              | 5                              | 9                                  | 13                                  | 27    | 17e  |
| 5     | Escrime            | 4                              | 9                                  | 10                                  | 23    | 11e  |
| 6     | Aviron             | 4                              | 4                                  | 12                                  | 20    | 15e  |
| 7     | Tir                | 4                              | 3                                  | 5                                   | 12    | 21e  |
| 8     | Judo               | 3                              | 3                                  | 2                                   | 8     | 13e  |
| 9     | Pentathlon moderne | 3                              | 0                                  | 1                                   | 4     | 6e   |
| 10    | Équitation         | 1                              | 3                                  | 2                                   | 6     | 17e  |
| 10    | Natation           | 1                              | 3                                  | 2                                   | 6     | 33e  |
| 12    | Football           | 1                              | 2                                  | 0                                   | 3     | 12e  |
| 13    | Voile              | 1                              | 1                                  | 3                                   | 5     | 28e  |
| 14    | Gymnastique        | 1                              | 1                                  | 2                                   | 4     | 34e  |
| 14    | Volley-ball        | 1                              | 1                                  | 2                                   | 4     | 10e  |
| 16    | Escalade           | 1                              | 0                                  | 1                                   | 2     | 2e   |
| 17    | Canoë-Kayak        | 0                              | 9                                  | 14                                  | 23    | 34e  |
| 18    | Cyclisme           | 0                              | 8                                  | 4                                   | 12    | 35e  |
| 19    | Tir à l'arc        | 0                              | 1                                  | 1                                   | 2     | 21e  |
| 20    | Handball           | 0                              | 0                                  | 1                                   | 1     | 22e  |
| 20    | Tennis             | 0                              | 0                                  | 1                                   | 1     | 33e  |
| Total | Total              | 73                             | 93                                 | 142                                 | 308   | 20e  |

| Place | Sport               | Médaille d'or, Jeux olympiques | Médaille d'argent, Jeux olympiques | Médaille de bronze, Jeux olympiques | Total | Rang |
| 1     | Saut à ski          | 4                              | 3                                  | 3                                   | 10    | 6e   |
| 2     | Ski de fond         | 2                              | 1                                  | 2                                   | 5     | 12e  |
| 3     | Patinage de vitesse | 1                              | 2                                  | 3                                   | 6     | 17e  |
| 4     | Biathlon            | 0                              | 1                                  | 0                                   | 1     | 21e  |
| 5     | Combiné nordique    | 0                              | 0                                  | 1                                   | 1     | 14e  |
| Total | Total               | 7                              | 7                                  | 9                                   | 23    | 24e  |

## Athlètes polonais

### Records
Deux sportifs ont participé à 6 reprises aux Jeux olympiques, Jerzy Pawłowski (Escrime) et Adam Smelczyński (Tir).
Robert Korzeniowski a gardé son titre en marche athlétique, sur la distance de 50 km pendant trois olympiades consécutives. Anita Włodarczyk parvient à la même performance dans le lancer du marteau.

#### Sportifs les plus médaillés
Le record du nombre de médailles féminines est détenu par l'athlète Irena Szewińska avec 7 médailles.
Chez les hommes, l'athlète Jerzy Pawłowski est le sportif polonais le plus médaillé aux Jeux olympiques avec 5 médailles.

#### Sportifs les plus titrés
- 4 médailles d'or : :
  - Robert Korzeniowski (Athlétisme) est le seul athlète à avoir réussi cet exploit.

- 3 médailles d'or : :
  - Irena Szewińska (Athlétisme).
  - Kamil Stoch (Saut à ski).
  - Anita Włodarczyk (Athlétisme).

- 2 médailles d'or :
  - Renata Mauer (Tir).
  - Witold Woyda (Escrime).
  - Arkadiusz Skrzypaszek (Pentathlon moderne).
  - Jerzy Kulej (Boxe).
  - Józef Szmidt (Athlétisme).
  - Józef Zapędzki (Tir).
  - Robert Sycz (Aviron).
  - Tomasz Kucharski (Aviron).
  - Waldemar Legien (Judo).
  - Waldemar Baszanowski (Haltérophilie).
  - Justyna Kowalczyk (Ski de fond).
  - Tomasz Majewski (Athlétisme).

| Nom                                                  | Médaille d'or, Jeux olympiques | Médaille d'argent, Jeux olympiques | Médaille de bronze, Jeux olympiques | Total |
| Robert Korzeniowski                                  | 4                              | 0                                  | 0                                   | 4     |
| Irena Szewińska                                      | 3                              | 2                                  | 2                                   | 7     |
| Kamil Stoch                                          | 3                              | 0                                  | 1                                   | 4     |
| Justyna Kowalczyk                                    | 2                              | 1                                  | 2                                   | 5     |
| Witold Woyda                                         | 2                              | 1                                  | 1                                   | 4     |
| Renata Mauer                                         | 2                              | 0                                  | 1                                   | 3     |
| Jerzy Pawłowski                                      | 1                              | 3                                  | 1                                   | 5     |
| Otylia Jędrzejczak                                   | 1                              | 2                                  | 0                                   | 3     |
| Egon Franke Teresa Ciepły                            | 1                              | 1                                  | 1                                   | 3     |
| Adam Małysz                                          | 0                              | 3                                  | 1                                   | 4     |
| Wojciech Zablocki Andrzej Piątkowski Ryszard Zub     | 0                              | 2                                  | 1                                   | 3     |
| Aneta Pastuszka Zbigniew Pietrzykowski Karolina Naja | 0                              | 1                                  | 2                                   | 3     |
| Marian Zieliński                                     | 0                              | 0                                  | 3                                   | 3     |

## Porte-drapeau polonais
Les Jeux olympiques de 1920 sont marqués par la première apparition du drapeau olympique et par le premier serment olympique.
En 1924, Sławosz Szydłowski (pl) est le premier porteur officiel du drapeau polonais lors d'un défilé olympique.
L'haltérophile Waldemar Baszanowski est le seul, à avoir conduit la délégation polonaise par trois fois: en 1964 et 1968 (avec le titre olympique des moins des 60-67,5 kg), puis en 1972.
Liste des porte-drapeau polonais conduisant la délégation polonaise lors des cérémonies d'ouverture des Jeux olympiques d'été et d'hiver:
| Jeux             | Porte-drapeau                        | Sport                |
| ---------------- | ------------------------------------ | -------------------- |
| Athènes 1896     | Pas de participation                 | Pas de participation |
| Paris 1900       | Pas de participation                 | Pas de participation |
| Saint-Louis 1904 | Pas de participation                 | Pas de participation |
| Londres 1908     | Pas de participation                 | Pas de participation |
| Stockholm 1912   | Pas de participation                 | Pas de participation |
| Anvers 1920      | Pas de participation                 | Pas de participation |
| Paris 1924       | Sławosz Szydłowski (pl)              |                      |
| Amsterdam 1928   | Marian Cieniewski (pl)               |                      |
| Los Angeles 1932 | Janusz Ślązak                        |                      |
| Berlin 1936      | Klemens Biniakowski                  |                      |
| Londres 1948     | Mieczysław Łomowski (pl)             |                      |
| Helsinki 1952    | Teodor Kocerka                       |                      |
| Melbourne 1956   | Tadeusz Rut                          |                      |
| Rome 1960        | Teodor Kocerka                       |                      |
| Tokyo 1964       | Waldemar Baszanowski                 |                      |
| Mexico 1968      | Waldemar Baszanowski                 |                      |
| Munich 1972      | Waldemar Baszanowski                 |                      |
| Montreal 1976    | Grzegorz Śledziewski                 |                      |
| Moscou 1980      | Czesław Kwieciński                   |                      |
| Los Angeles 1984 | Boycott                              | Boycott              |
| Séoul 1988       | Bogdan Daras                         |                      |
| Barcelone 1992   | Waldemar Legień                      |                      |
| Atlanta 1996     | Rafał Szukała                        |                      |
| Sydney 2000      | Andrzej Wroński                      |                      |
| Athènes 2004     | Bartosz Kizierowski                  |                      |
| Pékin 2008       | Marek Twardowski                     |                      |
| Londres 2012     | Agnieszka Radwańska                  |                      |
| Rio 2016         | Karol Bielecki                       |                      |
| Tokyo 2020       | Maja Włoszczowska Paweł Korzeniowski | Cyclisme Natation    |

| Jeux                        | Porte-drapeau          | Sport               |
| --------------------------- | ---------------------- | ------------------- |
| Chamonix 1924               | Kazimierz Smogorzewski |                     |
| Saint-Moritz 1928           | Andrzej Krzeptowski    |                     |
| Lake Placid 1932            | Józef Stogowski        |                     |
| Garmisch-Partenkirchen 1936 | Bronisław Czech        |                     |
| Saint-Moritz 1948           | Stanisław Marusarz     |                     |
| Oslo 1952                   | Stanisław Marusarz     |                     |
| Cortina d'Ampezzo 1956      | Tadeusz Kwapień (pl)   |                     |
| Squaw Valley 1960           | Józef Karpiel (pl)     |                     |
| Innsbruck 1964              | Jerzy Wojnar           |                     |
| Grenoble 1968               | Stanisław Szczepaniak  |                     |
| Sapporo 1972                | Andrzej Bachleda Curuś |                     |
| Innsbruck 1976              | Wojciech Truchan       |                     |
| Lake Placid 1980            | Józef Łuszczek         |                     |
| Sarajevo 1984               | Józef Łuszczek         |                     |
| Calgary 1988                | Henryk Gruth           |                     |
| Albertville 1992            | Henryk Gruth           |                     |
| Lillehammer 1994            | Tomasz Sikora          |                     |
| Nagano 1998                 | Jan Ziemianin          |                     |
| Salt Lake City 2002         | Mariusz Siudek         |                     |
| Turin 2006                  | Paulina Ligocka        |                     |
| Vancouver 2010              | Konrad Niedźwiedzki    |                     |
| Sotchi 2014                 | Dawid Kupczyk          | Bobsleigh           |
| Pyeongchang 2018            | Zbigniew Bródka        | Patinage de vitesse |